# Rhipicephalus pilans
Rhipicephalus pilans är en fästingart som beskrevs av Schulze 1935. Rhipicephalus pilans ingår i släktet Rhipicephalus och familjen hårda fästingar. Inga underarter finns listade i Catalogue of Life.